# 西尔维娅·西费特
西尔维娅·西费特（德語：Silvia Siefert，1953年7月19日—），旧姓海因里希（Heinrich），德国前女子手球运动员。她曾代表东德国家队参加1976年夏季奥林匹克运动会手球比赛，获得一枚银牌。